# Gospa Ferahşad
Gospa Ferahşad (فرح شاد خاتون, Ferahşad Hatun, Farāh-Şâd Khātûn) bila je supruga osmanskog sultana Bajazida II. te majka njegova sina Mehmeda. Rođena je 1460. kao kći Mehmed-bega. Rodila je sina Mehmeda dok je Bajazid još bio princ.
Mehmed je bio poslan u Kefe i Ferahşad ga je pratila. Umrla je u Carigradu 1530.